# Adam-lès-Passavant
Adam-lès-Passavant is een gemeente in het Franse departement Doubs (regio Bourgogne-Franche-Comté) en telt 96 inwoners (2009). De plaats maakt deel uit van het arrondissement Besançon.

## Geografie

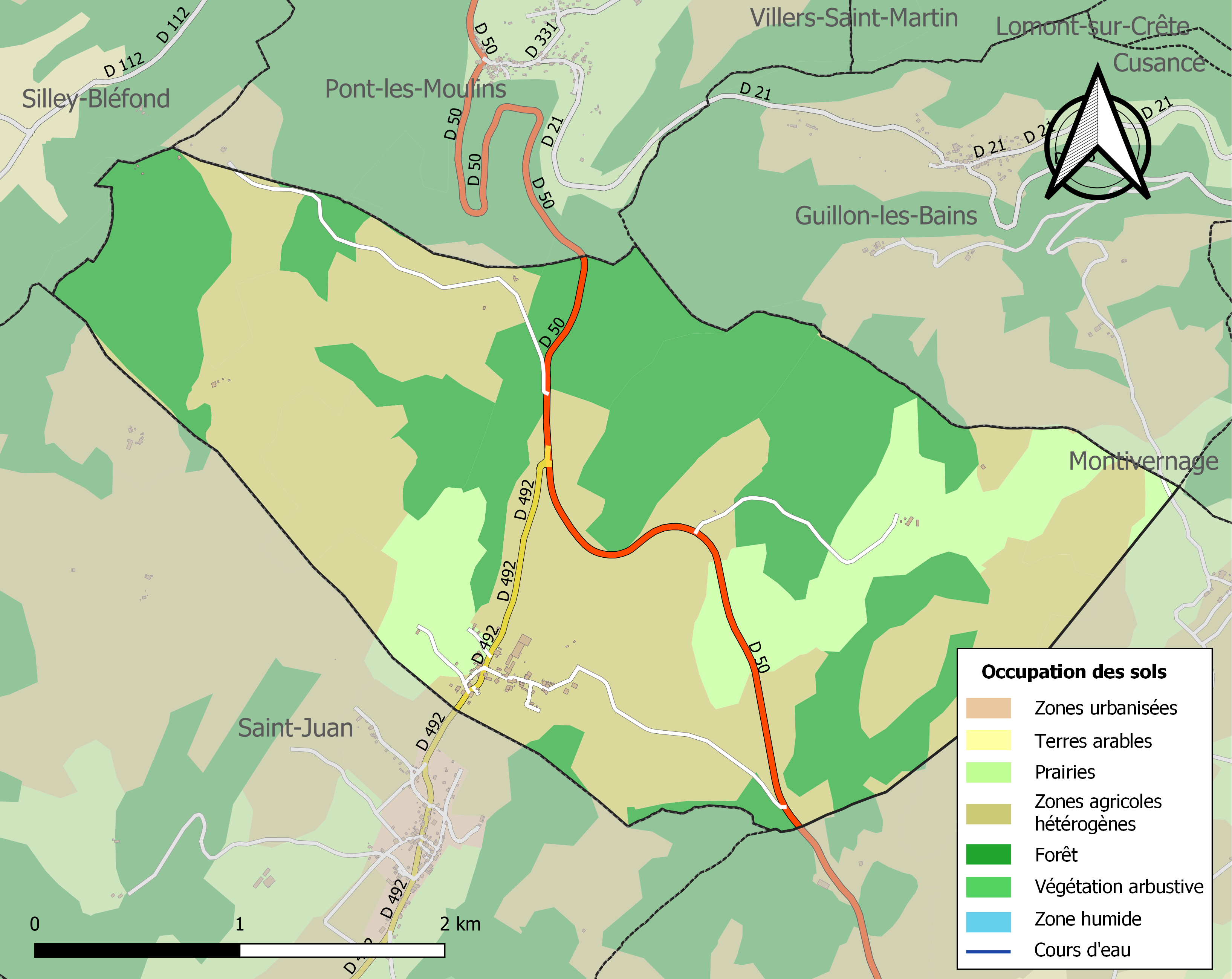
Kaart van de gemeente met de belangrijkste infrastructuur, bodemgebruik en omliggende gemeenten

De oppervlakte van Adam-lès-Passavant bedraagt 9,6 km², de bevolkingsdichtheid is dus 10 inwoners per km².

## Demografie
Onderstaande figuur toont het verloop van het inwonertal (bron: INSEE-tellingen).